# Slobodan Ribnikar
Slobodan V. Ribnikar (serbisch-kyrillisch Слободан В. Рибникар; * 24. Mai 1929 in Belgrad; † 15. Januar 2008) war ein jugoslawischer bzw. serbischer Radiochemiker.

## Leben
Slobodan Ribnikar bestand 1948 in Belgrad sein Abitur und studierte dann Physikalische Chemie an der Universität Belgrad. Schon während seines Studiums war er ab 1951 (bis 1968) Mitarbeiter am Institut für Nuklearwissenschaften „Boris Kidrič“. Er spezialisierte sich auf die Fachgebiete Isotopenchemie und Molekülspektroskopie, legte 1952 sein Diplom ab und wurde 1958 promoviert. Zwei Studienaufenthalte 1959–1961 und 1965–1967 führten ihn nach Long Island (USA). Später wurde er Professor für Radiochemie an der Universität Belgrad, ab 1983 war er Mitglied der Serbischen Akademie der Wissenschaften und Künste. In den Jahren 1975–1985 war er Chefredakteur der Fachzeitschrift Glasnik Hemijskog društva Beograd (heute Journal of the Serbian Chemical Society).

## Familie
Slobodan Ribnikar war der Sohn von Vladislav S. Ribnikar (1900–1955, Besitzer der Zeitung Politika und Politiker), aus dessen erster Ehe mit der Musikwissenschaftlerin Stana Ribnikar. Aus dessen zweiter Ehe mit der Schriftstellerin Jara Ribnikar (1912–2007) hatte Slobodan zwei Halbgeschwister: Darko Ribnikar (* 1939, Journalist) und Vladislava Ribnikar (* 1947, Slawistin). Ein Halbbruder mütterlicherseits war der Linguist Ivan Klajn (1937–2021).

## Werke
- Molekularni aspekti fizičke hemije (Molekulare Aspekte der Physikalischen Chemie), 1971